# Arséniev
Arséniev (en rus Арсеньев) és una ciutat del krai de Primórie, a l'Extrem Orient de Rússia, a 250 km al nord-est de Vladivostok.

## Història
La història d'Arséniev comença el 1895, quan es va fundar l'assentament de Semiónovka. Els primers habitants van ser Vells Creients. El 1937, hi arribà el ferrocarril Transsiberià. El 1940, s'hi va fer la primera planta d'aviació de l'Extrem Orient Rus a Semiónovka. El 1952, Semiónovka va obtenir l'estatus de ciutat i va ser reanomenada Arséniev per Vladímir Arséniev, l'autor de Dersú Uzalà i Pel país de l'Ussuri, un explorador i escriptor que havia visitat Semiónovka el 1912.

## Clima
El clima de la ciutat està caracteritzat per un gran contrast entre l'hivern i l'estiu en comparació amb el Primórie litoral. La temperatura mitjana de gener és de -18 °C i la de juliol de 21 °C. La temperatura mínima absoluta és de -46 °C i la màxima absoluta de +39 °C. La precipitació mitjana anual és de 701 mm. El sòl es congela a una fondària de 2 metres.

## Natura
La flora inclou el teix japonès (Taxus cuspidata), Juglans mandschurica, Betula ermannii, Eleutherococcus, Lotus (Nelumbo nucifera. Dins la fauna hi ha el tigre siberià (Panthera tigris), gat silvestre (Felis spp.), ànec mandarí (Aix galericulata), diverses espècies de papllones incloent Catocala..